# Dasyhelea neocaledoniensis
Dasyhelea neocaledoniensis är en tvåvingeart som beskrevs av Clastrier 1988. Dasyhelea neocaledoniensis ingår i släktet Dasyhelea och familjen svidknott.
Artens utbredningsområde är Nya Kaledonien. Inga underarter finns listade i Catalogue of Life.